# Mujeeb Ur Rahman
Mujeeb Ur Rahman Zadran (paschtunisch مجیب الرحمن ځدراڼ; * 28. März 2001 in Khost, Afghanistan) ist ein afghanischer Cricketspieler, der seit 2019 für die afghanische Nationalmannschaft spielt.

## Kindheit und Ausbildung
Sein Onkel Noor Ali Zadran spielte ebenfalls in der afghanischen Nationalmannschaft. Als 12-Jähriger begann er mit dem Cricket-Spiel. Dabei spielte er zunächst mit Tape-Balls und brachte sich Bowling-Techniken durch Youtube-Videos bei. Mit 13 Jahren war er Teil der U16-Trials in der Provinz Khost. Als Teil der afghanischen U19-Nationalmannschaft konnte er erstmals für das Team den Asia Cup gewinnen und wurde für seine entscheidenden Bowling-Leistungen im Halbfinale und Finale als Spieler des Turniers ausgezeichnet. Auch war er Teil der Mannschaft für die ICC U19-Cricket-Weltmeisterschaft 2018.

## Aktive Karriere
Auf Grund der Leistung beim U19-Asia-Cup wurde er von den Comilla Victorians für die  Bangladesh Premier League verpflichtet. Kurz darauf gab er als 16-Jähriger sein Debüt in der Nationalmannschaft in der ODI-Serie gegen Irland, wobei ihm 4 Wickets für 24 Runs gelangen. Im Februar gab er gegen Simbabwe sein Debüt im Twenty20-Cricket. In der zugehörigen ODI-Serie erzielte er im dritten Spiel 3 Wickets für 45 Runs, bevor er im vierten mit 5 Wickets für 50 Runs sein erstes Five-for erzielte. Für letzteres wurde er als Spieler des Spiels ausgezeichnet. Daraufhin wurde er für 625.000 US-Dollar für die Kings XI Punjab in der Indian Premier League 2018 verpflichtet. Beim ICC Cricket World Cup Qualifier 2018 in Simbabwe gelangen ihm in der Vorrunde zwei Mal drei Wickets gegen den Gastgeber (3/49) und Hongkong (3/26). In der Super-Six-Runde konnte er dann gegen die West Indies ebenfalls drei Wickets erreichen (3/33), bevor er im Finale gegen den gleichen Gegner 4 Wickets für 43 Runs erzielte. Im Juni 2018 war er in Indien Bestandteil der Mannschaft die den ersten Test für Afghanistan bestritt. Im August erreichte er dann 3 Wickets für 17 Runs in Irland. Diese Erfolge brachten ihm weitere Gelegenheiten in Twenty20-Ligen weltweit. So erhielt er einen Vertrag von den Brisbane Heat für die Big Bash League 2018/19. Im Februar 2019 erzielte er ebenfalls gegen Irland 3 Wickets für 14 runs in der ODI-Serie.
Im Sommer nahm er dann mit dem afghanischen Team am Cricket World Cup 2019 teil. Dort konnte er unter anderem gegen Bangladesch 3 Wickets für 39 Runs erreichen. Im Nachgang spielte er für Middlesex im Twenty20 Cup 2019. Im September erreichte er in einem Twenty20-Drei-Nationen-Turnier in Bangladesch gegen den Gastgeber 4 Wickets für 15 Runs. Gegen Irland konnte er im März 2020 dann drei Wickets (3/38) erzielen. Im Januar 2021 erzielte er in der ODI-Serie gegen Irland 3 Wickets für 46 Runs. Zum Ende des Jahres 2020 war er der zweitbeste Twenty20-Bowler in den Ranglisten des Weltverbandes. Als Teil der afghanischen Mannschaft beim ICC Men’s T20 World Cup 2021 gelangen ihm gegen Schottland 5 Wickets für 20 Runs und wurde als Spieler des Spiels ausgezeichnet. Im Januar 2022 erreichte er gegen die Niederlande 4 Wickets für 32 Runs. Beim Asia Cup 2022 erreichte er in der Vorrunde gegen Bangladesch 3 Wickets für 16 Runs und konnte so den Einzug in die Super-Four-Runde sichern, wofür er als Spieler des Spiels ausgezeichnet wurde.